# (3666) Holman
(3666) Holman (1979 HP) – planetoida z pasa głównego asteroid okrążająca Słońce w ciągu 5,52 lat w średniej odległości 3,12 au Odkrył ją Juan Carlos Muzzio 19 kwietnia 1979 roku.